# Kom eens om een keizer
Kom eens om een keizer is een boek van Max Dendermonde. Het werd gratis aangeboden bij besteding van f 7,50 door de CPNB tijdens de Boekenweek van 1968. Het bevat 160 pagina's.

## Inhoud

### Voorwoord
De schrijver vertelt een manuscript te hebben ontvangen uit een oude nalatenschap. De auteur Eric Auer vertelt daarin over zijn optreden als zanger in Duitsland tijdens de nadagen van de Eerste Wereldoorlog. Zijn belangrijkste kwaliteit is echter zijn ondubbelzinnige gelijkenis met de laatste Duitse keizer Wilhelm II, kleinzoon van koningin Victoria.

### Manuscript, schrijver Dendermonde en de lezer
De schrijver doet typografisch zijn best in het boek aan te geven hoe de tekst moet worden geduid. Hij geeft commentaar op het manuscript en laat zo aan de lezer minder ruimte een eigen afweging te maken.

### Verhaal
In de nadagen van de Eerste Wereldoorlog verdient Eric Auer zijn brood als neutrale Nederlandse zanger in het steeds grauwer worden Duitsland. Na de capitulatie belandt hij terug in Nederland en wordt daar speelbal van de Geheime Diensten.
Terwijl de Duitse keizer asiel heeft gekregen in Nederland, maakt de geheime dienst van dat land zich zorgen over een mogelijke ontvoering door buitenlandse machten. Er vindt een kort moment van contact plaats tussen Eric en Wilhelm II.
Eric Auer, de dubbelganger, beschrijft hoe hij daadwerkelijk wordt ontvoerd door Engelse agenten. Die vervolgens de Frans bondgenoten deze pion toeschuiven. Om daarna in het ontredderde Duitsland te worden achtergelaten als speelbal voor de aldaar strijdende burgerlijke partijen. Amerikaanse soldaten claimden een impulsieve operatie in Amerongen te hebben uitgevoerd en aldaar de keizer in goede gezondheid te hebben gezien. De Fransen besluiten daarop de bewezen dubbelganger de nieuwe Frans-Duitse grens over te zetten.
Eric Auer wordt hierna als een gedegradeerde pion beschouwd, waarmee niemand gezien wil worden. Het mag een wonder heten dat hij met lichte verwondingen de Duits-Nederlandse grens mag passeren en uiteindelijk in zijn geliefde Scheveningen terugkeert.